# Мавзолей Узын-ата
Мавзолей Узын-ата (каз. Ұзын ата кесенесі) — памятник архитектуры XIX—XX веков, расположенный в 4 км к северо-востоку от села Узыната Туркестанской области Казахстана. Входит в список памятник истории и культуры Казахстана республиканского значения.

## Описание
Мавзолей Узын-ата представляет собой портально-купольную постройку с квадратным в плане помещением. Мазар сложен из жжёного кирпича квадратной формы на глиняном растворе. Купол опирается на восьмигранный барабан. При переходе от прямых плоскостей стен к сферическим объёмам перекрытия использованы консоли-сухарики, кирпич-плинфа укрупненных размеров. Пилоны портала пустотелы. В восточной части мавзолея находится винтовая лестница, ведущая на крышу, в основании западной части мазара устроено небольшое помещение, перекрытое сводом балхи. Лицевая поверхность портала декорирована П-образной рамой из трёхполосных кирпичных рустов. Фланкируют портал 2 цилиндрические башенки на торцах парапета.
В нише портала «приморожена» керамическая плитка с арабской надписью, сообщающей, что здесь похоронен некий Ширмухаммед Халим, сын Дурмана, скончавшийся в 778 году (1377 год). В центре мазара установлена сагана длиной 5 метров, вероятно и определившая позднее название мазара «Узын-ата», то есть «Длинный дед».